# ハロン川

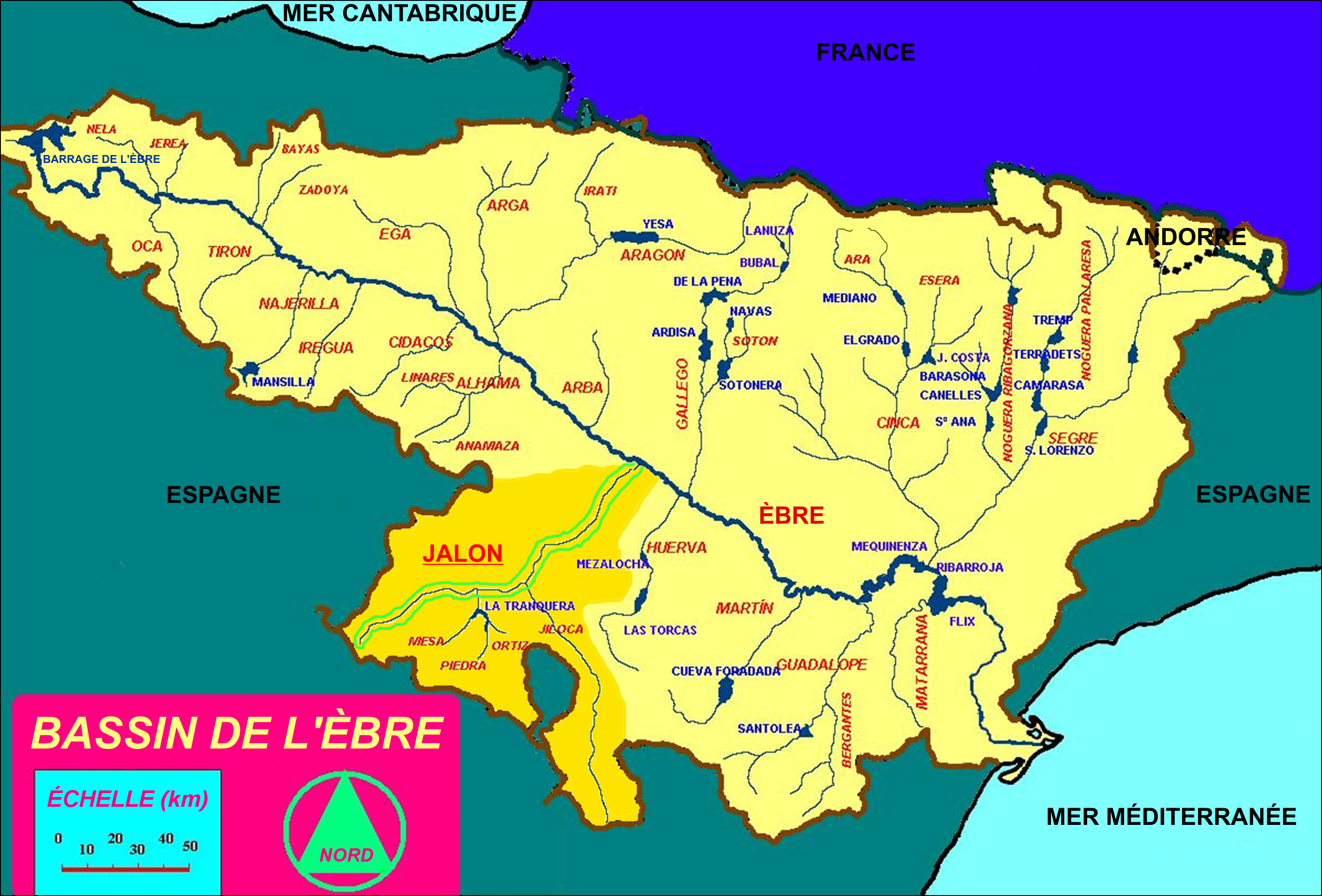
流域

ハロン川（ハロンがわ、スペイン語: Río de Jalón）は、スペイン北東部を流れる河川。エブロ川の支流であり、右岸（南岸）側を流れる。全長224km、流域面積9,338km2。カスティーリャ・イ・レオン州ソリア県とアラゴン州サラゴサ県を流れる。
流域最大の町であり中流部にあるカラタユーにおける流量は28.3m3であるが、地中海沿岸特有のむらのある降水パターンのせいで、季節によって流量が大きく変化する。スペイン中央部に広がる台地のメセタとエブロ川流域の平野部を結ぶ主要な交通路となっており、スペインの主要な国道であるA-2号線（欧州自動車道路E90号線）や高速鉄道AVEの北東回廊など、マドリードからサラゴサを経由してバルセロナに至る交通路はハロン川と並行して走っている。

## 流路

### 上流
イベリコ山系ミニストラ山地のアグディーリョ山にあるフエンテ・ビエラと呼ばれる場所に水源のひとつがあり、この場所はカスティーリャ・イ・レオン州ソリア県最南端部、グアダラハラ県との県境に近いメディナセリに属している。ハロン川は北東に向かって流れ、アラゴン州サラゴサ県に入ると、モンレアル・デ・アリサでナヒマ川を、セティーナでエナール川を集める。

### イベリコ山系
両側が石灰岩の山となっているアラマ・デ・アラゴン付近は峡谷を形成している。中流部のカラタユーを中心とする数十キロの範囲は、北西から南東にかけて長く伸びるイベリコ山系に対してハロン川が直交しており、両岸を山に挟まれた峡谷を蛇行しながら流れている。カステホン・デ・ラス・アルマスではピエドラ川を集めるが、ピエドラ修道院の存在で知られるピエドラ川にはトランケーラ貯水池が建設されている。アルテカではマヌブレス川を集めるが、ピエドラ川もマヌブレス川もイベリコ山系の山中を流れてきた河川である。
流域最大の町であるカラタユーはイベリコ山系内部にある町であり、町の周囲には盆地が形成されている。カラタユーの南部でヒロカ川を、アンティグア・ビルビリスでリボータ川を集める。盆地を過ぎるとイベリコ山系のアルガイレン山地やビルヘン山地に入り、再び峡谷の中を蛇行して流れる。

### エブロ川平原
リクラ付近で視界が広がり、エブロ川流域の広大な平原の中を流れる。アランダ川、グリオ川、アルパルティール川を集め、アラゴンの町を過ぎると、トレス・デ・ベレリェンでエブロ川水系の本流であるエブロ川に合流する。エブロ川となってから南東に約20km流れると、エブロ川水系最大の都市であるサラゴサに至る。

## 自然
ハロン川の流路の大部分は欧州連合による鳥類特別保護地域(SPA)に指定されている。ハヤブサ、ワシ、ハゲタカなどの猛禽類に加えて、フクロウ、ミソサザイ、アオサギなどが生息している。植物ではポプラ、ヤナギ、トネリコなどが生育している。河川に生息するコイ、マス、ウナギなどは、かつては経済的に重要な存在だった。河川の汚染度が和らぐにつれて、これらの魚類の生息数が増加している。2007年にはスペイン政府環境省、アラゴン州政府、カスティーリャ・イ・レオン州政府、カスティーリャ＝ラ・マンチャ州政府によって、「ハロン川水利計画」という河川管理計画が採択された。